# Неметалічні включення
Неметалі́чні вклю́чення — хімічні сполуки металів з неметалами, що знаходяться в сталі та сплавах у вигляді окремих фаз.